# Gonzalo Higuaín
Gonzalo Gerardo Higuaín (født 10. december 1987) er en fransk-argentinsk tidligere professionel fodboldspiller, som spillede angriber i sin karriere.

## Baggrund
Gonzalo Higuaín blev født den 10. december 1987 i Brest, Frankrig. Hans far Jorge Higuaín var selv professionel fodboldspiller, og spillede på tidspunktet af Gonzalos fødsel for Stade Brest 29. Higuaín flyttede med sin familie til Argentina 10 måneder efter hans fødsel. Han holder både fransk og argentinsk statsborgerskab.
Gonzalo Higuaín har tre brødre, hvor at den ene, hans storebror Federico Higuaín, også spillede som professionel fodboldspiller, men nu er pensioneret.

## Klubkarriere

### River Plate
Higuaín begyndte sin karriere hos River Plate, hvor han debutterede 29. maj 2005.

### Real Madrid

#### Første sæsoner
Higuaín skiftede i december 2006 til Real Madrid i en alder af 19 år. Hans første kamp for klubben kom den 14. januar, i en hjemmekamp mod Real Zaragoza. Han scorede sit første mål for klubben i en kamp mod lokalrivalerne fra Atlético Madrid den 24. februar 2007. Han var med til at vinde La Liga i hans to første sæsoner med klubben, men på begrænset spilletid.

#### Gennembruddet
Higuaíns gennembrud kom i 2008-09 sæsonen, især som resultat af en langvarig skade til Ruud van Nistelrooy. Han var med en scoring med til at afgøre den spanske supercup mod Valencia CF den 24. august 2008. Han scorede sit første hattrick for klubben, da han scorede alle fire mål i en dramatisk 4-3 sejr over Málaga. Han scorede i alt 22 mål i sæsonen, og sluttede hermed som klubbens topscorer og nummer 5. på topscorer listen i ligaen.
Higuaín fortsatte sin gode form i 2009-10 sæsonen, og sluttede sæsonen med 27 mål, hvilke var bedre end holdkammerat Cristiano Ronaldo, og kun overgået af Lionel Messi som scorede 34.

#### Skade og sidste år
Higuaín fornyede i juni 2010 hans kontrakt med klubben, og var nu under kontrakt til 2016. Higuaín begyndte sæsonen godt, men i december 2010 måtte han trække sig som resultat af rygproblemer, som viste sig at kræve en operation. Han gjorde sit comeback efter skaden den 23. april 2011.
Higuaín genfandt sin form i 2011-12 sæsonen, og scorede 22 sæsonmål. Dog klart overgået af Cristiano Ronaldo, var det bedre end hans hovedkonkurrent som angriber, Karim Benzema.
2012-13 sæsonen var dog ikke et højdepunkt for Higuaín, som især oplevede at træner José Mourinho foretrak Benzema. Han annoncerede efter sæsons sidste kamp, hvor han også scorede sit sidste mål for klubben, at han ville forlade klubben.

### Napoli
Higuaín skiftede i juli 2013 til Napoli, hvor han blev en direkte erstatning for Edinson Cavani, som var skiftet fra Napoli til Paris Saint-Germain bare en uge tidligere. Han spillede sin første kamp for det syditalienske hold den 25. august. Han scorede sit første hattrick for klubben den 13. april 2014 i en 4-2 sejr over Lazio. Han var med til at vinde sit første trofæ med klubben, da de den 3. maj 2014 slog Fiorentina i Copa Italia-finalen.
Higuaíns bedste sæson kom i 2015-16, og scorede i sæsonen 36 mål, hvilke var en ny rekord for flest mål i en Serie A sæson, da han slog rekorden på 35 mål, sat af Gunnar Nordahl i 1949-50 sæsonen.

### Juventus
Efter sin rekordsæson skiftede Higuaín i juli 2016 til Juventus. Med en pris på 90 millioner euro blev han Juventus' dyreste køb nogensinde, samt den dyreste sydamerikanske spiller nogensinde. Begge disse rekorder er dog senere blevet slået af henholdsvis Cristiano Ronaldos transfer til Juventus i 2018 og Neymars transfer til Paris Saint-Germain i 2017.
Highaín debuterede for Juventus den 20. august 2016, og scorede på sin debut. Han var i sin debutsæson med til at vinde Serie A, men tabte til sine gamle holdkammerater i Real Madrid i Champions League-finalen.

#### Lejeaftaler
I august 2018 blev han udlejet til A.C. Milan, som del af en aftale som sendte Leonardo Bonucci den anden vej. Lejeaftalen var dog ingen succes, og efter kun 6 måneder blev den opsagt.
Han blev i stedet i januar 2019 udlejet til Chelsea, hvor han blev genforenet med tidligere træner Maurizio Sarri, men heller ikke her lykkedes det ham at genfinde sin form.

#### Retur til Juventus og kontraktopsigelse
Higuaín vendte efter lejeaftalerne tilbage til Juventus. I september 2020 blev klubben og Higuaín enige om at opsige hans kontrakt.

### Inter Miami
En enkelt dag efter at hans kontrakt med Juventus officielt var blevet opsagt, skiftede Higuaín til Inter Miami. Den 10. oktober hentede Inter Miami hans bror Federico Higuaín, og de to brødre spillede for første gang i deres karriere sammen.
Higuaín sluttede sin karriere efter slutningen af 2022 sæsonen.

## Landsholdskarriere
Higuaín kunne vælge at repræsentere både Argentina og Frankrig som resultat af at være statsborger i begge lande. Han besluttede dog i 2007 at spille for Argentina. Han debuterede for Argentinas landshold den 10. oktober 2009.
Higuaín var del af Argentinas trupper til VM i 2010, 2014 og 2018. Han var også del af trupperne til Copa América i 2015 og 2016.
Han annoncerede den 28. marts 2019 at han gik på pension fra landsholdet. Han spillede i alt 75 kampe og scorede 31 mål for Argentina.

## Titler
Real Madrid
- La Liga: 3 (2006–07, 2007–08, 2011–12)
- Copa del Rey: 1 (2010–11)
- Supercopa de España: 2 (2008, 2012)

Napoli
- Coppa Italia: 1 (2013–14)
- Supercoppa Italiana: 1 (2014)

Juventus
- Serie A: 3 (2016–17, 2017–18, 2019–20)
- Coppa Italia: 2 (2016–17, 2017–18)

Chelsea
- UEFA Europa League: 1 (2018–19)

Individuelle
- Serie A topscorer: 1 (2015–16)

- Serie A årets hold: 3 (2013–14, 2015–16, 2016–17)
- UEFA Europa League Sæsons hold: 2 (2013–14, 2014–15)
- Juventus årets spiller: 2 (2016–17, 2017–18)